# アセンデッドマスターの教え
アセンデッドマスターの教え（アセンデッドマスターのおしえ、英: Ascended Master Teachings）は、アセンデッドマスター自身によって人類に与えられ、肉体を持つ個人が転生のサイクルとカルマから自由になり、不死の存在となるための智慧を得、アセンションを達成することで、神と一体化することが出来ると言われる。この教えは、これまで何百万年もの間存在したが、「アセンデッドマスターリトリート」と「ミステリースクール」の中だけで教えられてきたものだと信じている。
この教えは1875年にブラヴァツキーとオルゴットによって創設された神智学協会に起源を持ち、1930年代に入って、ガイ・バラードのIAM運動によって、より詳細が組み込まれた。しかしながら神智学者にとって、神智学には元よりアセンデッドマスターという概念が存在しなかった故、この概念は神智学のオリジナルの概念である古代の智慧のマスターたちを腐敗させたと感じている。
アセンデッドマスターという言葉が初めて紹介されたのは、1934年にガイ・バラード著『ヴェールを脱いだ神秘』（原題: Unveiled Mysteries）の中である。サンジェルマン伯爵の言葉を転記したとされる書である。その他にもアセンデッドマスターの教えを説く宗派には、神智学系の教団であるブリッジ・トゥー・フリーダム（1951設立）、サミットライトハウス（1958設立）、アーテリウス教会（1955設立）、テンプル・オブ・プレゼンス（1995）、アイアム大学（2004設立）、ホワイトイーグルロッジ（1936設立）、およびアクエリアン教会（2006設立）がある。

## 普遍的な全知のプレゼンス
アセンデッドマスターの教えを学ぶ者は、宇宙には「一なる神」から成り、「普遍的で万能な生命のプレゼンス」、「ザ・ワン」、「あらゆる生命の源なるもの」、「光」、「愛」が存在すると信じる。そしてすべての存在と意識は、この普遍的で万能な生命のプレゼンスから発すると考える。「すべての生命はひとつ」 であり、意識と創造の源として「一つの物質、一つのエネルギー、一つの力、一つの知性」がある。全ての創造を超え、すべての存在を貫く、この「一なる神」において、宇宙のスピリチュアルな要素と物質的な要素は本質的に一致する。

## IAMプレゼンス
アセンデッドマスターの教えを学ぶ者にとって、個々の人物が「最も高次の生ける神」の個別の化身であると信じる。これを「マイティIAMプレゼンス」と呼ぶ。神は、生命であり愛であり、個々の神聖な現れを通じて７オクターブの宇宙にあまねく現れる。IAMプレゼンスとは、神自身の外的な表れであり、私たちが個々に持つ不滅の真のアイデンティティーでありながら、常に一つの神の全体性を共有している。

以前はプラトン、プロクロス、ロジャー・ベーコン、フランシス・ベーコンなどの過去の転生を持つと言われるサンジェルマン伯爵が述べたとする内容には、こうある。
「マイティIAMプレゼンス」であるあなたが、個性化されたフォーカスを使って、意識による支配の領域に踏み出し、「IAM」というクリエイティブな言葉を使うなら、そこで始まる個性化された活動は、あなたという炎の形成になる。「マイティIAMプレゼンス」の「個性化されたフォーカス」は、あなたというダイナミックな生命の表現を始める。この活動を、私たちは自己認識と名付ける。自己の源と生命の完全性を意識し、自分を通じて表現している個人のことである」

## ツインフレーム
ガイ・バラードを通じたサンジェルマン伯爵による説明：
「’全能の神の炎’は、その内部で呼吸し、’純粋な電気光で満ちる大海原’に二つの光線を放射します。この光は '全能のIAMプレゼンス'のための衣服となります。それぞれの光線は神の頭脳を持ち、いかなる不完全さも入る余地がありません。その光線の中に、個々の炎が光の焦点、もしくはスパークとして下されると、ハートセンターとなって’電気的な光の物質’を集め、電気の身体を作ります。」
 1937年には、このテーマに関して『IAMの声』誌にて詳細な記事が述べられた。
「（ツインフレーム）両方のアセンションが行われた場合、それぞれ自身の中のあらゆる男性性とあらゆる女性性のバランスが完成される。生命の三重炎が完全に開くと、宇宙レベルでの創造においてマスターとなり、物理世界に加え、惑星的世界のシステムと共に活動する。「一なる炎」「ワンフレーム」であるグレートセントラルサンからやって来た存在は、ここにおいて3つの炎となり、それぞれがグレートセントラルサン同様、無限の力と活動を持つ。」

## アセンデッドマスター信仰
アセンデッドマスターは、地球上で肉体を持つ転生を数々こなし、あらゆるレッスンを学んだ存在だと考えられている。彼らは物質平面に特徴的な限界を熟知し、負のカルマの少なくとも51％を償却し、神聖な計画であるダルマを達成した存在だ。アセンションを通じて、自らの神の側面であるIAMプレゼンスと統合したアセンデッドマスターは、すべての生命にとって無条件の愛の源となる。彼らはスピリットの領域から人類の教師として奉仕しているが、やがてすべての人類がアセンションを達成した後も、惑星を越えてさらなる霊的な進化を遂げるためのサポートをすることになっている。
アセンデッドマスター信仰は、1930年代に端をなすIAM活動がサンジェルマン伯爵の言葉として伝えた概念が広く伝わったもので、神智学系のグループにおいて、その教義の主要な役割を果たす。アセンデッドマスターと考えられている存在には、主イエス、孔子、釈迦、聖母マリア、聖パウロ（別名ヒラリオン）、メルキーデゼック、大天使ミカエル、大天使メタトロン、観音菩薩、サンジェルマン伯爵、クートフーミなどがいる。神智学系の多くのグループが、アセンデッドマスターたちを、スピリチュアルヒエラルキーや、グレートホワイトロッジまたはグレートホワイトブラザーフッドのメンバーと考えている。

## 普遍的な光、生命、愛の大海
ガイ・バラード著『ヴェールを脱いだ神秘』には、こうある。
「あなたの内にあるこの力について考えてみてください。あなたは無限に引き出し可能な万物の大海を思い出してください。それは、例外なく、思考の向かう方向に従い、そこに課されるあらゆる性質を記録します。自覚があろうとなかろうと、普遍的物質は常にあなたの意識と感覚に従順です。この物質に、人間がいかなる影響も与えていない時は、一瞬としてありません。個人が意識をコントロールでき、無限の海を操作できると知ることを通じてのみ、自身のクリエイティブな力の可能性を理解できる。」

## スピリチュアル・ヒエラルキー
エリザベス・クレア・プロフェットによると、スピリチュアル・ヒエラルキーとは、神の自己表現として、グレートセントラルサンから下りてきた力とプレゼンスを表すための手段であり階層である。地球のスピリチュアル・ヒエラルキー、惑星のスピリチュアル・ヒエラルキーと呼ばれることもあり、アセンデッドマスターもここに含まれる。具体的に誰がどの階層に属しているかは、各教団の教えによってかなり違いがあるが、ヒエラルキーの目的としては、神聖な光のネットワークを作り、人類のアセンションをサポートすることである。
しかし、神智学においては「ヒエラルキー」という単語ではなく、覚者を「ハイラーキー」と称しており、アセンション（次元上昇）を目的とする動きはあくまでIAM運動以降である事に留意する必要がある。のちアリスベイリーの著書でも「惑星ロゴス」という表現はあってもヒエラルキーという表現はなかった観点から、ハイラーキーをヒエラルキーと誤解した形でのちに広まったと推測される。

## バイオレットフレーム
「神聖な愛のバイオレットフレーム」は、ホーリースピリットの第7光線にあたり、アセンデッドマスターの一人、サンジェルマン伯爵のシンボルであり、錬金術の一環として、この炎を使って、ネガティブなカルマの持つ「原因、結果、記録、および記憶」を変容させることができると考えられている。「変容の炎」、「慈悲の炎」、「自由の炎」、および「赦しの炎」とも呼ばれる。
バイオレットフレームは、グレートセントラルサンの「神のハート」から現れ、「神の愛」によって変容、浄化を行う。

## アセンション
エリザベス・クレア・プロフェットによると、アセンションとは神がすべての人に賜るギフトであり、同時にアセンデッドマスター、天使、天国からのギフトとも称している。それは個人が神の子どもとしての真の個性を表現し、習熟（マスター）の道に踏み出すことである。
アセンションは、かつて人類が体現していた「神とのワンネス」への回帰であるとも考えられている。それは「肉体、感情体、メンタル体の原子構造を、IAM意識の電子的構造へと引き上げること」であり、神との再統合を通じて不死の存在となることである。

### 物質平面上の習熟
アセンデッドマスターによると、「物質平面上の習熟」に達するには、創造的思考力、感情、および話し言葉の100％を意識的に使って、この世界でより大きな完成、喜び、愛の創造を学ぶ必要がある。そのためには、制限や束縛、カオスを生み出す思考と感情と言葉を削減し、ネガティブなカルマや記憶のうち、少なくとも51％を償却する必要がある。
「物質的平面」とは、原子的・分子的構造の違いによって言われる名前で、より低い平面（次元 / 波長 / 周波数 / 共鳴とも呼ぶ）は個体や液体、気体の存在する領域で、それよりオクターブが高いエーテル平面、感情平面、精神平面は感情と思考の電子と原子から構成され、密度と振動速度のレベルで区別される。
一つの大きな生命の流れから発散する個人の炎を完成させるために、ゆっくりとしたバイブレーションを持つ物質的平面での修行するのは、より多くのエネルギーと集中力を必要とする状況で学ぶことは、エネルギーの達人になる機会を各個人に与えるからである。それによって、肉体がこれまで所有していない性質や能力を身に着けることができる。そのようにして個人は「ハートの中の炎」を拡大し、「神の愛の全体性の完成」を拡大し、最終的にはアセンデッドマスターや、宇宙的存在となる。

### 神聖な計画の実現
アセンデッドマスターの教えにおいて、すべての人間は「神聖な計画」を持って肉体に転生してくると考えられている。「魂のブループリント」とも呼ばれるこの計画は、神の意思を表現することであり、やがては誰もがアセンデッドマスターの道を歩むことである。
神の意思は、誰もが持っているが、それを表現しようという選択ができるのは、自己意識の高い人生においてのみである。
「限られた肉体において人間性を表現するか、神の身体で超人間性を表現するかはを選ぶのは、自由意志である。個人は、自らの表現のフィールドを決定する存在なのである。個人は自己決定的創造主でもある。彼は意思を用い、自意識のある生活を生きることを選ぶ。絶対的・全偏在的な生命の力の中にいる個人が、自由意志で自分を解放し、個人として自己意識的知性の焦点になることを選ぶ。このようにな選択をした人は、その運命を果たすことができる唯一の者です。それは柔軟性のない状況ではなく、明確に設計された完全さへの計画です。

## 口述
アセンデッドマスターは、メッセンジャーを通じてその教えを伝える。IAM活動の中では、アセンデッドマスターとのコミュニケーションと協力が、その活動の主要な部分となっていた。「メッセンジャー」としてのバラードを通じて、彼らは定期的に「IAM」活動の生徒たちとコミュニケーションを取ったと信じられていた。これらのスピーチ（口述と呼ばれる）は、メンバーの集会の前に配達され、月刊誌『IAMの声』に掲載され、やがて『サンジェルマン伯爵シリーズ』という本に収められた。マスターからの口述は、3,834本にも上り、様々なアセンデッドマスター、宇宙的存在、大天使、エロヒムが、世界における個人の成長とスピリチュアルな変容の両方のためのプログラムを提示し続けたと信じていた。そのようなスピリチュアルヒエラルキーの教えは、ブリッジ・トゥ・フリーダム、サミットライトハウス、そしてテンプル・オブ・プレゼンスなどの新しいメッセンジャーたちへ引き継がれた。

## 黄金時代の夜明け
アセンデッドマスターの教えを学ぶ者は、この世界は再び黄金時代、もしくは”地上の天国”を迎える運命にあると信じている。それは何百万年も前に実現していたものとは異なり、恒久的なものとなる。
「あなたの最愛のアメリカでは、それほど遠くない将来に、本当の内なる自己についての同様の認識が現れるでしょう、そしてこの彼女の人々は高い達成で表明するでしょう。彼女は光の地であり、彼女の光は燃え上がる地球の国々の中で、日曜日の太陽のように輝いていた彼女は、何年も前に大光の国であり、それを妨げるものは何もないので、再び彼女の霊的遺産に入るでしょう。」
「北アメリカの未来のための神の計画は、最大の平和、美、成功、繁栄、霊的照明、そして支配の中での激しい活動の条件です。彼女はキリストの光を運び、地球の残りの部分のためのガイドになるのです。なぜなら、アメリカは私たちの地平線に今や薄暗い感動を与えている '黄金時代'の中心であることになっているからです。北アメリカの大部分の土地は非常に長い間立つでしょう。」

## アクエリアン教会
アクアリアン・クリスティン教会ユニバーサル (ACCU) は2006年に設立された宗派であり、リーバイ・H・ド―リングによってアカシックレコードから転記されたとされる書『宝瓶宮福音書』に基づき、2006年に設立された。アクエリアン教会では、アセンデッドマスターの教えを積極的に取りこみ、IAMムーブメント、ホワイトイーグルロッジ、ニューソート、その他の神智学グループと共通の教義を多く持つ。アクエリアン教会の創設者であるジェイコブL.ワトソンが書いた『アクエリアンマスターズのイニシエーション：宝瓶宮福音書の神智学』は、サンジェルマンシリーズを多く出したセントジャーメイン財団ADKルクの著書から多く引用しており、またサミットライトハウスのエリザベス・クレア・プロフェットの『イエスの失われた年』からも特に多く引用が見られた。

## 懐疑的な見方
K.ポール・ジョンソンは、著書『暴かれたマスターたち：マダム・ブラバツキーと白色同胞団の神話』（原題: The Masters Revealed: Madam Blavatsky and Myth of the Great White Brotherhood）において、ブラバツキー夫人が会ったと主張するマスターは、彼女が以前実際に出会った人物に着想を得た理想像だとしている。